# Меченки (зупинний пункт)
Меченки — пасажирський залізничний зупинний пункт Полтавської дирекції Південної залізниці.
Розташований на лінії Прилуки — Гребінка між станціями Грабарівка (6 км) та Пирятин (11 км) між селами Сасинівка та Меченки Пирятинського району Полтавської області.
Відкрита до 1986 року.
Станом на березень 2020 року щодня п'ять пар дизель-потягів прямують за напрямком Прилуки/Ніжин — Гребінка.